# ورده (روستا)، آریزونا
روستا ی ورد، آریزونا (به انگلیسی: Verde Village, Arizona) یک عوارض جغرافیایی و مکان مختص سرشماری در ایالات متحده آمریکا است که در شهرستان یاواپای، آریزونا واقع شده‌است.

## خصوصیات
روستا ی ورد ۲۲٫۸ کیلومترمربع مساحت و ۱۰٬۶۱۰ نفر جمعیت دارد و ۱٬۰۱۰ متر بالاتر از سطح دریا واقع شده‌است.